# 이인감시태세
이인감시태세(Two-man rule)는 2인이 동시에 키를 돌려야만 작동이 되는 핵무기 안전장치이다. 듀얼 키 시스템이라고도 한다.

## 역사
미국 지상발사 ICBM인 미니트맨 미사일을 발사하려면, 미국 전략사령부에서 "Alpha Tango Five Seven Six Bravo" 이런식의 발사 암호를 지하 사일로의 ICBM 통제장교에게 전송하고, 장교는 2개의 열쇠로 열어야만 하는 봉인확인체계(Sealed Authenticator System, SAS)의 철제함을 열어, 안에 보관되어 있는 카드를 꺼낸다. 여러장의 카드가 순서대로 보관되어 있으며, 맨앞의 카드를 꺼내서 읽어보면, "Alpha Tango Five Seven Six Bravo"라고 적혀있고, 이렇게 암호가 확인되어야만 ICBM 발사를 한다. 여기서 철제보관함의 열쇠는 2명의 담당자가 열어야만 한다. 이는 한명이 임의로 핵미사일을 발사하는 것을 막는 안전장치이다.
미국 잠수함 SLBM 발사 절차도 미니트맨 미사일과 같이 봉인확인체계(Sealed Authenticator System, SAS)의 암호인증 카드를 꺼내서 무선으로 온 발사암호와 대조하는 방식을 사용한다.
미국 대통령은 비스킷이라는 별명의 핵무기 발사코드가 담긴 보안카드를 휴대하고 다닌다. "Alpha Tango Five Seven Six Bravo"라고 적혀있다. 부통령, 국무장관 등도 비스킷을 갖고 있는데, 다른 암호가 적혀 있다. 대통령의 비스킷과 다른 1인의 비스킷 암호를 미국 전략사령부에 구두전화로 불러주면, 미국 전략사령부의 장군이 이를 확인한다.
두 개의 키를 두 사람이 동시에 돌려야만 핵무기 시스템이 작동되는 방식도 있다. 한 사람이 두 키를 동시에 넣지 못하게, 두 키를 넣는 열쇠구멍이 멀리 떨어져 있다.

## 같이 보기
- 골드 코드 - 별명 비스킷